# Stupsk (gromada)
Stupsk – dawna gromada, czyli najmniejsza jednostka podziału terytorialnego Polskiej Rzeczypospolitej Ludowej w latach 1954–1972.
Gromady, z gromadzkimi radami narodowymi (GRN) jako organami władzy najniższego stopnia na wsi, funkcjonowały od reformy reorganizującej administrację wiejską przeprowadzonej jesienią 1954 do momentu ich zniesienia z dniem 1 stycznia 1973, tym samym wypierając organizację gminną w latach 1954–1972.
Gromadę Stupsk z siedzibą GRN w Stupsku utworzono – jako jedną z 8759 gromad na obszarze Polski – w powiecie mławskim w woj. warszawskim, na mocy uchwały nr VI/10/8/54 WRN w Warszawie z dnia 5 października 1954. W skład jednostki weszły obszary dotychczasowych gromad Jeże, Stupsk, Strzałkowo i Wola Szydłowska ze zniesionej gminy Stupsk w tymże powiecie. Dla gromady ustalono 16 członków gromadzkiej rady narodowej.
31 grudnia 1959 1 stycznia 1960 do gromady Stupsk przyłączono wsie Wola Szydłowska, Wyszyny Kościelne i Zdroje oraz kolonię Wola Szydłowska ze znoszonej gromady Wyszyny Kościelne w tymże powiecie (podkreślone i wykreślone zmiany retroaktywnie określone uchwałami z 25 lutego 1960).
31 grudnia 1961 do gromady Stupsk włączono wsie Dąbek i Dunaj ze zniesionej gromady Żurominek w tymże powiecie.
Gromada przetrwała do końca 1972 roku, czyli do kolejnej reformy gminnej. 1 stycznia 1973 w powiecie mławskim reaktywowano gminę Stupsk.